# Nalžovice (zámek)
Zámek Nalžovice se nachází na Sedlčansku v centru stejnojmenné obce v okrese Příbram ve Středočeském kraji. Původně barokní zámek, přestavěný v 19. století, je zapsaný v Ústředním seznamu nemovitých kulturních památek České republiky.

## Historie
V Nalžovicích byla původně středověká tvrz, která patřila místním vladykům. Barokní zámek v Nalžovicích začal budovat v druhé polovině 17. století Kryštof Koppl z Adlesbergu. Stavbu dokončil známý pražský lékař a vědec Mikuláš Franchimont z Frankenfeldu, kterému patřil také zámek v nedalekých Kňovicích. V letech 1690 až 1694 nechal Mikulášův syn Antonín Alexander Franchimont postavit v zámeckém parku kapli Panny Marie Bolestné. V roce 1741 získal Nalžovice Jan Václav Alsterl z Astfeldu, který v letech 1750 až 1760 pokračoval v úpravách zámku. Na konci 18. století zámek získali Hruškovští z Hruškova a po nich se vystřídali další majitelé.
Za nacistické okupace v době druhé světové války, kdy byli místní obyvatelé vystěhováni a celá oblast byla přeměněna na výcvikový prostor vojsk SS, na zámku v Nalžovicích, zkonfiskovaném Františku Schwarzenbergovi, sídlil vojenský štáb pro vyklizení území Sedlčanska. Nalžovický zámek se také stal sídlem nejvyššího soudu pro příslušníky SS z celé Evropy. Ti z nich, kteří byli odsouzení k smrti zastřelením, byli popravováni u zdi zámeckého parku.
Po roce 1945 zámek patřil ministerstvu spravedlnosti a od roku 1952 v něm okresní národní výbor zřídil domov důchodců. Po roce 1989 byl nalžovický zámek v restituci vrácen posledním majitelům z rodu Schwarzenbergů, i nadále však slouží jako domov pro osoby se zdravotním postižením. Zámek není veřejnosti přístupný.

## Popis
Rozsáhlý areál, jehož součástí je budova zámku s pomocnými objekty, hospodářským dvorem a zámeckým parkem s kaplí Panny Marie Bolestné, panskou hrobkou a ohradní zdí, zabírá celou jihozápadní část intravilánu obce. Přilehlý hospodářský dvůr zahrnuje celkem devět objektů, přičemž jeden z domů a bývalá sýpka mají velmi stará jádra. Na severovýchodě je park ohraničen silnicí č. 119, která spojuje města Dobříš a Sedlčany v okrese Příbram.
Zámek je koncipován jako bloková stavba obdélníkového půdorysu s dvoupatrovou střední částí, mansardovou střechou a věžičkou. Postranní části jsou jednopatrové. Na hlavním průčelí zámku, obráceném na jihozápad, je sedm okenních os, postranní fasády jsou šestiosé.
V anglickém parku severovýchodně od zámku stojí původně barokní kaple Panny Marie Bolestné, která přináleží k římskokatolické farnosti Sedlčany. Kaple, s níž sousedí panská hrobka, vyhořela v roce 1823 a byla znovu postavena v letech 1855-1859. V kapli jsou malby z období tzv. druhého rokoka, nad hlavním oltářem byla umístěna polychromovaná socha Piety z druhé poloviny 17. století.